# Hardtbrücke
Hardtbrücke ist ein Stadtteil von Bad Münstereifel im Kreis Euskirchen, Nordrhein-Westfalen und gehört zur Dörfergemeinschaft und ehemals eigenständigen Gemeinde Mutscheid.

## Lage
Der Ort liegt etwa 7 km südöstlich von Bad Münstereifel. Durch den Ort verläuft die Landesstraße 165. Am Rand des Dorfes treffen die Kreisstraßen 48, 49 und 53 auf die Landesstraße. Durch den Ort fließt der Buchholzbach, der von Esch und Hummerzheim kommend bei Schuld in die Ahr mündet.

## Geschichte
Hardtbrücke gehörte zur eigenständigen Gemeinde Mutscheid, bis diese am 1. Juli 1969 nach Bad Münstereifel eingemeindet wurde.

## Wirtschaft und Infrastruktur
Die VRS-Buslinie 822 der RVK verbindet den Ort mit Bad Münstereifel und weiteren Nachbarorten, überwiegend als TaxiBusPlus im Bedarfsverkehr.
| Linie | Verlauf |
| ----- | --- |
| 822   | MiKE (außer im Schülerverkehr): (Bad Münstereifel Gewerbegeb./Ärzteh. →/ Rathaus ←) Bad Münstereifel Bf – Eifelbad – Eicherscheid – Langscheid / Vollmert – Schönau – (Mahlberg ←) Wasserscheide – Esch – Honerath – Berresheim – Hardtbrücke – Ellesheim – Mutscheid – Nitterscheid – Sasserath – Hilterscheid – Ohlerath (– Rupperath / Wershofen) |

Hardtbrücke hat sich zum „Gewerbegebiet der Mutscheid“ entwickelt. An diesem Standort sind das IT-Unternehmen Datanet GmbH, eine Filiale der Volksbank Euskirchen, ein Natursteinunternehmen, eine Hundefarm sowie ein Kosmetikdienstleister ansässig.
Im Ortsteil Hardtbrücke liegt der Sportplatz der Mutscheid, ein Aschenplatz auf dem die Fußballmannschaften des SV 47 Mutscheid e. V. ihre Heimspiele austragen.